# Naina Klein
Naina Klein (* 8. Juli 1999) ist eine deutsche Handballspielerin.

## Karriere
Naina Klein begann das Handballspielen beim TuS Lintfort. 2018 wechselte sie zum Erstligisten TSV Bayer 04 Leverkusen und erhielt weiterhin ein Zweitspielrecht für den TuS Lintfort. Zu Beginn der Saison zog sie sich jedoch einen Kreuzbandriss zu und fiel die restliche Saison 2018/19 aus. Bis 2021 spielte sie wieder für den TuS Lintfort und wechselte dann 2021 erneut nach Leverkusen. Seit der Saison 2023/24 steht sie beim deutschen Erstligisten TuS Metzingen unter Vertrag. Mit Metzingen gewann sie 2024 den DHB-Pokal.

## Privates
Ihre Mutter Bettina Grenz-Klein trainiert den TuS Lintfort. Sie studiert Lehramt in Köln.